# Sudamericano de Rugby 1991
El Sudamericano de Rugby de 1991 se trató de un pentagonal de selecciones nacionales disputándose con el sistema de todos contra todos a una sola ronda, el torneo fue ganado por el equipo argentino quien levantó su decimosexta copa. Por primera vez desde que se organiza el Sudamericano no se asignó a un país como sede del evento, por lo que los encuentros se celebraron en distintas ciudades de las 5 naciones comprometidas.

## Equipos participantes
- Selección de rugby de Argentina (Los Pumas)
- Selección de rugby de Brasil (Los Vitória-régia)
- Selección de rugby de Chile (Los Cóndores)
- Selección de rugby de Paraguay (Los Yacarés)
- Selección de rugby de Uruguay (Los Teros)

### Posiciones
| Pos. | Equipo    | Encuentros | Encuentros | Encuentros | Encuentros | Tantos  | Tantos    | Tantos     | Puntos |
| Pos. | Equipo    | jugados    | ganados    | empatados  | perdidos   | a favor | en contra | diferencia | Puntos |
| ---- | --------- | ---------- | ---------- | ---------- | ---------- | ------- | --------- | ---------- | ------ |
| 1    | Argentina | 4          | 4          | 0          | 0          | 194     | 31        | + 163      | 8      |
| 2    | Uruguay   | 4          | 3          | 0          | 1          | 109     | 70        | + 39       | 6      |
| 3    | Chile     | 4          | 2          | 0          | 2          | 72      | 109       | - 37       | 4      |
| 4    | Paraguay  | 4          | 1          | 0          | 3          | 74      | 97        | - 23       | 2      |
| 5    | Brasil    | 4          | 0          | 0          | 4          | 35      | 177       | - 142      | 0      |

Nota: Se otorgan 2 puntos al equipo que gane un partido, 1 al que empate, 0 al que pierda

## Resultados[1]
| 15 de agosto | Chile | 6 - 41  | Argentina | Prince of Wales Country Club, Santiago, Chile |  |
|              |       | Reporte |           |                                               |  |

| 17 de agosto | Uruguay | 29 - 13 | Paraguay |  |  |

| 19 de agosto | Chile | 25 - 18 | Paraguay |  |  |
|              |       | Reporte |          |  |  |

| 21 de agosto | Brasil | 16 - 23 | Chile |  |  |

| 7 de setiembre | Brasil | 6 - 33 | Paraguay | cancha del SPAC, São Paulo, Brasil |  |

| 8 de setiembre | Chile | 18 - 34 | Uruguay | Prince of Wales Country Club, Santiago, Chile |  |

| 21 de setiembre | Argentina | 32 - 9  | Uruguay | cancha del CASI, Buenos Aires, Argentina |  |
|                 |           | Reporte |         |                                          |  |

| 28 de setiembre | Paraguay | 10 - 37 | Argentina |  |  |
|                 |          | Reporte |           |  |  |

| 28 de setiembre | Uruguay | 37 - 7 | Brasil | cancha del Old Christians Club, Montevideo, Uruguay |  |

| 1º de octubre | Argentina | 84 - 6  | Brasil | Estadio de Belgrano, Córdoba, Argentina |  |
|               |           | Reporte |        |                                         |  |

| Bandera de Argentina |
| Campeón Argentina    |
| Decimosexto título   |